# Hannaphota
Hannaphota is een geslacht van kevers uit de familie van de loopkevers (Carabidae). De wetenschappelijke naam van het geslacht is voor het eerst geldig gepubliceerd in 1955 door Landin.

## Soorten
Het geslacht Hannaphota is monotypisch en omvat slechts de volgende soort:
- Hannaphota distincta Landin, 1955